# Vođice
Vođice su naseljeno mjesto u općini Foči, Republika Srpska, BiH. Nalaze se sjeverno od rječice Krupice, zapadno od rječice Govze i južno od rječice Bistrice.
Godine 1962. godine pripojeni su Poljicima (Sl.list NRBiH, br.47/62).

## Stanovništvo
| Narod     | Popis 1961. |
| --------- | ----------- |
| Hrvati    |             |
| Muslimani |             |
| Srbi      | 30          |
| ostali    | 1           |
| Ukupno    | 31          |